# Midnight Guest
Midnight Guest es el cuarto EP del grupo femenino de Corea del Sur fromis_9. Fue lanzado el 17 de enero de 2022 por Pledis Entertainment y distribuido por Hybe Corporation y YG Plus. El miniálbum contiene cinco pistas, incluyendo la pista principal titulada «DM».

## Antecedentes y lanzamiento
El 15 de diciembre de 2021, el medio surcoreano Osen informó que el grupo femenino fromis_9 lanzaría un nuevo trabajo musical en enero de 2022.
El 30 de diciembre de 2021, Pledis Entertainment anunció a través de sus redes sociales oficiales que fromis_9 tendría un próximo lanzamiento musical el 17 de enero de 2022, tras cuatro meses desde su último trabajo, el álbum sencillo titulado Talk & Talk, lanzado el 1 de septiembre de 2021. La información también fue oficializada en el episodio 20 de su programa de variedades Channel 9. El trabajo corresponde a su cuarto miniálbum y llevará por nombre Midnight Guest.
El mismo día del anuncio, fue publicado un vídeo conceptual del nuevo EP del grupo, a través de la plataforma V Live, mientras que el 31 de diciembre fue publicado el calendario de actividades del nuevo lanzamiento. Luego, el 9 de enero se publicó el listado de canciones del nuevo álbum, confirmando que contendrá cinco pistas, incluyendo la canción principal del miniálbum, titulada «DM». Se confirmó además que Lee Seo-yeon y Park Ji-won, miembros del grupo, fueron parte de la letra y la composición de la pista «Hush Hush».

## Letras y composición
Su canción principal, «DM», es una pista de género pop con una progresión de acordes y una línea de bajo funky, compuesta por Lee Woo-min (collapsedone), Justin Reinstein, Louise Frick Sveen y Caroline Gustavsoon. «Escape Room» es una pista de baile de R&B contemporáneo. «Love is Around», interpretada solo por Saerom, Hayoung, Gyuri y Chaeyoung, es una balada pop con una hermosa melodía en un teclado lírico. «Hush Hush», interpretada solo por Jiwon, Jisun, Seoyeon, Nagyung y Jiheon, es una canción de minimal house basado en instrumentos acústicos, donde las miembros de fromis_9, Park Ji-won y Lee Seo-yeon participaron en la escritura y composición; mientras que «0g», la canción que cierra el álbum, cuenta con impresionantes armonías de diversos instrumentos.

## Rendimiento comercial
Diez días antes del lanzamiento del álbum, se informó que fromis_9 había superado los 80,000 pedidos anticipados en tan solo cinco días de pedidos con su miniálbum. Esta cifra duplicó las ventas iniciales en Chodong de 37,000 copias de su segundo álbum sencillo 9 Way Ticket, lanzado en mayo de 2021. Con esto, fromis_9 estableció su propio récord de pedidos anticipados con este cuarto EP. El 24 de enero, Hanteo Chart, lista de música en tiempo real, anunció oficialmente que el cuarto miniálbum de fromis_9 registró la cantidad de ventas iniciales de Chodong (primera semana del lanzamiento del álbum) de más de 100,000 copias, considerando el período de ventas inicial de Midnight Guest del 17 al 23 de enero, otorgándosele su primer Certificado de Bronce por la compañía.
El álbum debutó en la posición 2 de la lista Gaon Album Chart de Corea del Sur en su primera semana tras el lanzamiento.

## Lista de canciones
| CD    |                  |                                      |                                                                                       |                                                       |          |  |
| N.º   | Título           | Letras                               | Música                                                                                | Arreglos                                              | Duración |  |
| 1.    | «Escape Room»    | Seo Jung-ah                          | xelor, BYMORE                                                                         | BYMORE                                                | 3:26     |  |
| 2.    | «DM»             | Jo Su-jin, Koo Tae-Woo               | Lee Woo-min (collapsedone), Justin Reinstein, Louise Frick Sveen, Caroline Gustavsson | Lee Woo-min (collapsedone), Justin Reinstein          | 3:24     |  |
| 3.    | «Love is Around» | Moon Seol Ree                        | Lee Joo-hyeong (Monotree), Sophia Pae                                                 | Lee Joo-hyeong (Monotree)                             | 3:16     |  |
| 4.    | «Hush Hush»      | Jo Su-jin, Lee Seo-yeon, Park Ji-won | Nmore (PRISMFILTER), Lee Seo-yeon, Park Ji-won                                        | Nmore (PRISMFILTER)                                   | 3:03     |  |
| 5.    | «0g»             | Lee Seu-ran                          | Park Ki-tae (PRISMFILTER), Shannon, Elum (PRISMFILTER), Lee Beom Hun (PRISMFILTER)    | Park Ki-tae (PRISMFILTER), Lee Beom Hun (PRISMFILTER) | 3:16     |  |
| 16:26 |                  |                                      |                                                                                       |                                                       |          |  |

## Posicionamiento en listas
| Lista (2022)                     | Mejor posición |
| -------------------------------- | -------------- |
| Corea del Sur (Gaon Album Chart) | 2              |
| Japón (Billboard Japan)          | 4              |
| Japón (Oricon Album Chart)       | 3              |

## Historial de lanzamiento
| País          | Fecha               | Formato                         | Sello                |
| ------------- | ------------------- | ------------------------------- | -------------------- |
| Corea del Sur | 17 de enero de 2022 | CD, descarga digital, streaming | Pledis Entertainment |